# 大澤武男
大澤 武男（おおさわ たけお、1942年（昭和17年） - ）は、埼玉県本庄市出身、ドイツ在住の著作家。
専攻はドイツ・ユダヤ人史、古代教会史。20世紀ドイツ史を主とした欧州史に関する著作を多く執筆している。
ドイツの日本人学校のひとつであるフランクフルト日本人国際学校の事務局長・理事を2011年度まで務めた。

## 略歴
埼玉県本庄市に生まれる。1965年（昭和40年）、上智大学文学部史学科卒業。大学院修士課程修了後に西ドイツ政府給費留学生として留学。1980年（昭和55年）、ヴュルツブルク大学にて博士号を取得。

## 著作
- Das Bischofseinsetzungsverfahren bei Cyprian, (Peter Lang Frankfurt am Main, Europäsche Hochschulschriften, Reihe XXIII 1983年 (昭和58年) )
- ユダヤ人とドイツ（講談社現代新書　1991年（平成3年））ISBN 4-06-149080-X
- ユダヤ人とローマ帝国（講談社現代新書　1995年（平成7年））ISBN 4-06-149572-0
- ユダヤ人ゲットー（講談社現代新書　1996年（平成8年））
- ファウストと嬰児殺し（新潮選書　1999年（平成11年））
- ヒトラーとユダヤ人（講談社現代新書　2001年（平成13年））ISBN 4-06-149249-7
- ローマ教皇とナチス（文春新書　2004年（平成16年））ISBN 4-16-660364-7
- コンスタンティヌス　ユーロの夜明け（講談社　2006年（平成18年））ISBN 4-06-213650-3
- ユダヤ人最後の楽園　ワイマール共和国の光と影（講談社現代新書　2008年（平成20年））ISBN 406-287937-9
- 青年ヒトラー （平凡社新書　2009年（平成21年））ISBN 4-582-85455-9
- ヒトラーの側近たち　（ちくま新書　2011年（平成23年）11月）
- ユダヤ人の教養　─グローバリズム教育の三千年 （ちくま新書　2013年（平成25年）8月）

以下は単著以外
- フランクフルト市とユダヤ人ーその歴史的展開　(フランクフルト欧日協会 1990年 (平成2年) )
- 都市フランクフルトの歴史（小倉欣一と共著、中公新書　1994年（平成6年））
- ヨーロッパ・キリスト教史1　先史・古代　（糸永寅一他との共著、中央出版社　1970年 (昭和45年））